# Blåstjärtad smaragd
Blåstjärtad smaragd (Chlorostilbon mellisugus) är en sydamerikansk fågel i familjen kolibrier.

## Utbredning och systematik
Blåstjärtad smaragd delas in i sex underarter:
- C. m. caribaeus – förekommer i nordöstra Venezuela och på öarna Curaçao, Aruba, Bonaire, Trinidad och Isla Margarita
- C. m. duidae – förekommer på högplatåberg, tepuis, i södra Venezuela (berget Duida)
- C. m. subfurcatus – förekommer från södra Venezuela till Guyana och nordvästra Brasilien (Rio Brancoregionen)
- C. m. mellisugus – förekommer i Surinam, Franska Guyana och nedre Amazonområdet i Brasilien
- C. m. phoeopygus – förekommer i övre Amazonområdet och vid dess tillflöden från Colombia till Bolivia
- C. m. peruanus – förekommer i östra Peru och östra Bolivia

## Status och hot
Arten har ett stort utbredningsområde, men tros minska i antal, dock inte tillräckligt kraftigt för att den ska betraktas som hotad. Internationella naturvårdsunionen IUCN listar arten som livskraftig (LC).

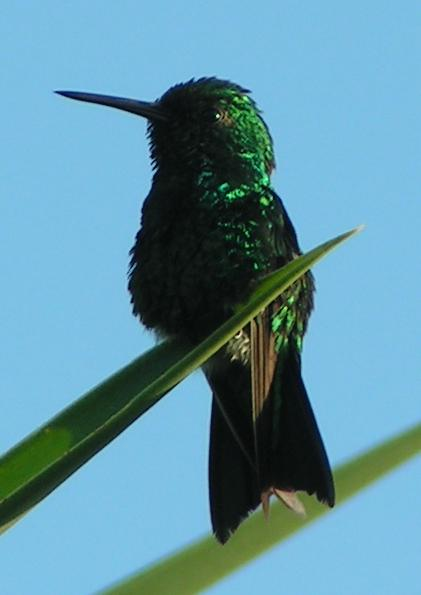